# Nils Dahlbom
Nils Dahlbom, född 1754 i Småland, död 19 juli 1840 i Dalhems socken, Gotland, var en svensk skarprättare på Gotland.
Dahlbom uppges flytta till Gotland år 1773 från Lönneberga, Småland som artilleristhantlangare vid Gotlands artilleriregemente. Han anges som "sjuklig och orkeslös" i husförhörslängden när han står skriven som inhyses vid Snauvalds grund med sin son Nils Petters familj. Hans uppdrag som skarprättare på Gotland efterträddes av Carl Gustaf Styf 1837.
Han kallas för "skarprättaren Nils Dahlbom" när han dör av ålderdom den 19 juli 1840, och begravdes i Dalhem 26 juli.